# Zeki Rıza Sporel
Zeki Rıza Sporel (Istanbul, 28 de febrer de 1898 - Istanbul, 3 de novembre de 1969) fou un futbolista turc de la dècada de 1920 i president del Fenerbahçe SK.
Fou 16 cops internacional amb la selecció turca, amb la qual participà en els Jocs Olímpics de 1924 i 1928.
Pel que fa a clubs, defensà els colors del Fenerbahçe SK.
És considerat un dels més grans golejadors de la història del futbol turc.
Fou germà de Hasan Kamil Sporel també jugador i president del Fenerbahçe SK.

## Estadístiques

### Gols internacionals
| 1.                             | 26 octubre 1923 | Estadi Taksim, Istanbul, Turquia            | Romania   | 2-2 | Empat    | Amistós |
| 2.                             | 26 octubre 1923 | Estadi Taksim, Istanbul, Turquia            | Romania   | 2-2 | Empat    | Amistós |
| 3.                             | 17 juny 1924    | Töölön Pallokenttä, Hèlsinki, Finlàndia     | Finlàndia | 2-4 | Victòria | Amistós |
| 4.                             | 17 juny 1924    | Töölön Pallokenttä, Hèlsinki, Finlàndia     | Finlàndia | 2-4 | Victòria | Amistós |
| 5.                             | 17 juny 1924    | Töölön Pallokenttä, Hèlsinki, Finlàndia     | Finlàndia | 2-4 | Victòria | Amistós |
| 6.                             | 17 juny 1924    | Töölön Pallokenttä, Hèlsinki, Finlàndia     | Finlàndia | 2-4 | Victòria | Amistós |
| 7.                             | 19 juny 1924    | Estadi Reval (Kalevi aed), Tallinn, Estònia | Estònia   | 1-4 | Victòria | Amistós |
| 8.                             | 19 juny 1924    | Estadi Reval (Kalevi aed), Tallinn, Estònia | Estònia   | 1-4 | Victòria | Amistós |
| 9.                             | 22 juny 1924    | LSB Stadions, Riga, Letònia                 | Letònia   | 1-3 | Victòria | Amistós |
| 10.                            | 22 juny 1924    | LSB Stadions, Riga, Letònia                 | Letònia   | 1-3 | Victòria | Amistós |
| 11.                            | 22 juny 1924    | LSB Stadions, Riga, Letònia                 | Letònia   | 1-3 | Victòria | Amistós |
| 12.                            | 1 maig 1925     | Stadionul Romcomit, Bucarest, Romania       | Romania   | 1-2 | Victòria | Amistós |
| 13.                            | 2 octubre 1925  | Estadi Taksim, Istanbul, Turquia            | Polònia   | 1-2 | Derrota  | Amistós |
| 14.                            | 14 octubre 1927 | Estadi Taksim, Istanbul, Turquia            | Bulgària  | 3-1 | Victòria | Amistós |
| 15.                            | 14 octubre 1927 | Estadi Taksim, Istanbul, Turquia            | Bulgària  | 3-1 | Victòria | Amistós |
| A data de 10 de febrer de 2010 |                 |                                             |           |     |          |         |

## Palmarès

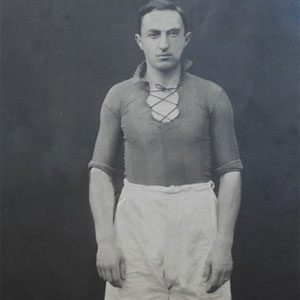
Zeki Rıza Sporel.

- Campionat turc de futbol (1): 1933
- Lliga de futbol d'Istanbul (4): 1920-21, 1922-23, 1929-30, 1932-33
- Istanbul Friday League (2): 1920-21, 1922-23
- Istanbul Shield (1): 1930
- General Harrington Cup (1): 1923